# 应伊利
应伊利（1919年—2017年），女，江苏常州人，中华人民共和国政治人物，第七、八、九届全国政协委员。王光英夫人。

## 生平
应伊利出生於江蘇常州，後隨母移居北平，並考入北平輔仁大學教育系。在讀書期間結識王光英，兩人於1943年8月22日成婚。
1951年加入中国民主建国会。歷任全國婦聯常委、全國工商聯執委等職。